# استان بوئنگ کان
استان بوئنگ کان (به لاتین: Bueng Kan Province) یک منطقهٔ مسکونی در تایلند است که در تایلند واقع شده‌است. استان بوئنگ کان ۴٬۳۰۶ کیلومتر مربع مساحت و ۴۲۴٬۰۹۱ نفر جمعیت دارد.